# Modelo de valoración de activos financieros
El modelo de valoración de activos financieros, denominado en inglés Capital asset pricing model (CAPM) es un modelo utilizado para calcular la rentabilidad que un inversor debe exigir al realizar un inversión en un activo financiero, en función del riesgo que está asumiendo. Fue introducido por Jack L. Treynor, William Sharpe, John Lintner y Jan Mossin de forma independiente, basado en trabajos anteriores de Harry Markowitz sobre la diversificación y la Teoría Moderna de Portafolio. Sharpe, profesor de la Universidad de Stanford recibió el Premio en Ciencias Económicas en memoria de Alfred Nobel (en conjunto con Harry Markowitz y Merton Miller, profesor de University of Chicago Booth School of Business) por su contribución al campo de la economía financiera.

## Fórmula
El CAPM es un modelo para calcular el valor de descuento de una cartera de inversiones en renta fija. Para activos individuales, se hace uso de la recta security market line (SML) la cual simboliza el retorno esperado de todos los activos de un mercado como función del riesgo no diversificable y su relación con el retorno esperado y el riesgo sistemático (beta), para mostrar cómo el mercado debe estimar el precio de un activo individual en relación con la clase a la que pertenece.
La línea SML permite calcular la proporción de recompensa-a-riesgo para cualquier activo en relación con el mercado general.
La relación de equilibrio que describe el CAPM es:
{\displaystyle E(r_{i})=r_{f}+\beta _{im}(E(r_{m})-r_{f})\,}
donde:
- {\displaystyle E(r_{i})} es la tasa de rendimiento esperada de capital sobre el activo {\displaystyle i}.
- {\displaystyle \beta _{im}} es la beta (cantidad de riesgo con respecto al Portafolio de Mercado), o también

{\displaystyle \beta _{im}={\frac {Cov(r_{i},r_{m})}{Var(r_{m})}}\,}, y
- {\displaystyle (\,E(r_{m})-r_{f}\,)} es la prima de riesgo del mercado, es decir, la rentabilidad adicional que los inversores exigen para invertir en activos con riesgo, frente a la alternativa de invertir en activos sin riesgo.
- {\displaystyle (r_{m})} Rendimiento del mercado.
- {\displaystyle (r_{f})} Rendimiento de un activo libre de riesgo: habitualmente se utiliza la rentabilidad de un bono con un vencimiento similar a la vida del activo financiero que se quiere valorar.

Es importante tener presente que se trata de un Beta no apalancado, es decir que se supone que una empresa no tiene deuda en su estructura de capital, por lo tanto no se incorpora el riesgo financiero, y en caso de querer incorporarlo, debemos determinar un Beta apalancado; por lo tanto el rendimiento esperado será más alto.

## Precio de un activo
Una vez que el retorno esperado, {\displaystyle E(R_{i})}, es calculado utilizando CAPM, los futuros flujos de caja que producirá ese activo pueden ser descontados a su valor actual neto utilizando esta tasa, para poder así determinar el precio adecuado del activo o título valor.
En teoría, un activo es apreciado correctamente cuando su precio observado es igual al valor calculado utilizando CAPM. Si el precio es mayor que la valuación obtenida, el activo está sobrevaluado, y viceversa.

## Retorno requerido para un activo específico
CAPM calcula la tasa de retorno apropiada y requerida para descontar los flujos de efectivo futuros que producirá un activo, dada la apreciación de riesgo que tiene ese activo. Betas mayores a 1 simbolizan que el activo tiene un riesgo mayor al promedio de todo el mercado; betas debajo de 1 indican un riesgo menor. Por lo tanto, un activo con un beta alto debe ser descontado a una mayor tasa, como medio para recompensar al inversor por asumir el riesgo que el activo acarrea. Esto se basa en el principio que dice que los inversores, entre más riesgosa sea la inversión, requieren mayores retornos.
Puesto que el beta refleja la sensibilidad específica al riesgo no diversificable del mercado, el mercado, como un todo, tiene un beta de 1. Puesto que es imposible calcular el retorno esperado de todo el mercado, usualmente se utilizan índices, tales como el S&P 500 o el Dow Jones.

## Riesgo y diversificación
El riesgo dentro de un portafolio incluye el riesgo sistemático, conocido también como riesgo no diversificable. Este riesgo se refiere al riesgo al que están expuestos todos los activos en un mercado. Por el contrario, el riesgo diversificable es aquel intrínseco a cada activo individual. El riesgo diversificable se puede disminuir agregando activos al portafolio que se mitiguen unos a otros, o sea diversificando el portafolio. Sin embargo, el riesgo sistemático no puede ser disminuido.
Por lo tanto, un inversor racional no debería tomar ningún riesgo que sea diversificable, pues solamente el riesgo no diversificable es recompensado en el alcance de este modelo. Por lo tanto, la tasa de retorno requerida para un determinado activo, debe estar vinculada con la contribución que hace ese activo al riesgo general de un determinado portafolio.

## Suposiciones de CAPM
El modelo asume varios aspectos sobre inversores y mercados:
1. Los individuos son adversos al riesgo, y maximizan la utilidad de su riqueza en el próximo período. Es un modelo plurianual.
2. Los individuos no pueden afectar los precios, y tienen expectativas homogéneas respecto a las varianzas-covarianzas y acerca de los retornos esperados de los activos.
3. El retorno de los activos, se distribuye de manera normal. Explicando el retorno con la esperanza matemática y el riesgo con la desviación estándar.
4. Existe un activo libre de riesgo, al cual los individuos pueden prestar y/o endeudarse en cantidades ilimitadas. El mercado de activos es perfecto. La información es gratis y está disponible en forma instantánea para todos los individuos.
5. La oferta de activos es fija.

## Inconvenientes de CAPM
- El modelo no explica adecuadamente la variación en los retornos de los títulos valores. Estudios empíricos muestran que activos con bajos betas pueden ofrecer retornos más altos de los que el modelo sugiere.
- El modelo asume que todos los inversores tienen acceso a la misma información, y se ponen de acuerdo sobre el riesgo y el retorno esperado para todos los activos.
- El portafolio del mercado consiste de todos los activos en todos los mercados, donde cada activo es ponderado por su capitalización de mercado. Esto asume que los inversores no tienen preferencias entre mercados y activos, y que escogen activos solamente en función de su perfil de riesgo-retorno.
- Es un modelo absurdo con hipótesis extravagantes cuyas predicciones son opuestas a la realidad.[1]